# Pascaline Adjimon Adanhouegbe
Pascaline Adjimon Adanhouegbe (* 19. Oktober 1995 in Avrankou) ist eine beninische Leichtathletin, die sich auf den Speerwurf spezialisiert hat.

## Sportliche Laufbahn
Ihr erstes internationales Turnier bestritt Pascaline Adjimon Adanhouegbe im Jahr 2012, als sie bei den Afrikameisterschaften in Porto-Novo mit einer Weite von 46,32 m den fünften Platz belegte. Im Jahr darauf erreichte sie bei den Spielen der Frankophonie in Nizza mit 46,22 m Rang sechs und 2014 wurde sie bei den Afrikameisterschaften in Marrakesch mit 45,84 m Vierte. 2015 nahm sie erstmals an den Afrikaspielen in Brazzaville teil und landete dort mit 48,90 m auf Platz fünf. 2016 gewann sie dann bei den Afrikameisterschaften in Durban mit 54,88 m die Bronzemedaille hinter den Südafrikanerinnen Sunette Viljoen und Jo-Ane van Dyk. Im September 2020 stellte sie beim Palio Città della Quercia in Rovereto mit 56,75 m einen neuen Landesrekord auf.